# لوله محاسبات موازی
"این مقاله درحال ترجمه از ویکی انگلیسی است"
"این صفحه درحال ویرایش است"
لوله محاسبات موازی(Computron tube) یک لوله الکترونی بود که برای انجام جمع و ضرب موازی اعداد دیجیتالی و به کل تمام محاسبات کامپیوتری طراحی شده بود. این ایده توسط ریچارد ال. اسنایدر ، جونیور، یان ای مطرح شد و توسعه آن در سال 1941 تحت قرارداد OEM-sr-591 با بخش 7 کمیته تحقیقات دفاع ملی دفتر تحقیق و توسعه ایالات متحده آغاز و ادامه داده شد. 
تابع عددی لوله محاسبات موازی برای حل معادله  {\displaystyle S=(A*B)+C+D} بود که در آن A، B، C و D ورودی های 14 بیتی و S یک خروجی 28 بیتی است. چنین رویکردی راه حل پیشنهادی RCA برای تولید یک سیستم کنترل آتش مبتنی بر کامپیوتر غیر آنالوگ و بدون استفاده از اطلاعات کد دهی شده برای استفاده در هدف گیری توپخانه در طول جنگ جهانی دوم بود.
برای توضیح ساده از لوله محاسبات موازی که یک سیستم فیزیکی پیچیده است، میتوان آن را به این شکل توصیف کرد:
یک ساختار لامپ اشعه کاتدی (Cathode Ray Tube) که به شکل یک استوانه ی قائم دوّار طراحی شده است و در مرکز آن یک ساختار کاتدی عمودی قرار دارد. این استوانه از 14 صفحه مجزا تشکیل شده که هر صفحه شامل 14 پرتو شعاعی رو به بیرون است.
در مجموع، 196 پرتو منفرد وجود دارد که هرکدام توسط چندین صفحه انحرافی (Deflection Plates) به سمت دو هدف هدایت میشوند.
برخی از این صفحات انحرافی به مدارهایی خارج از لوله محاسبات موازی متصل هستند و به عنوان ورودیهای داده عمل میکنند.
سایر صفحات انحرافی به اهداف داخلی متصل هستند و به محاسبات جزئی (مجموعها و ضربهای جزئی) از مراحل دیگر در داخل این سیستم اختصاص دارند.
بعضی از اهداف به مدارهای خارجی وصل شدهاند و به عنوان نتایج محاسبات عمل میکنند.

عملکرد الکترونیکی طراحی لوله محاسبات موازی شامل استفاده از پرتوهای الکترونی هدایت شده به جای پرتوهای دروازه بندی شده بود.
علاوه بر این این روش بر اساس توانایی یک هدف انتشار ثانویه الکترون طراحی شده بود که تحت بمباران الکترونی، پتانسیل نزدیکترین الکترود جمعکننده را به خود میگرفت.
در مقابل، طراحی Additron Tube توسط یوسف کیتز (Josef Kates)، از پرتوهای الکترونی با مسیر ثابت استفاده میکرد. این پرتوها توسط چندین شبکه کنترلی مدیریت میشدند که جریان را یا عبور میدادند و یا مسدود میکردند.
به طور خلاصه:
- Computron یک لامپ اشعه کاتدی پیچیده بود که از پرتوهای الکترونی هدایتشده استفاده میکرد.
- Additron یک تریود بود که از چندین شبکه و اهداف برای کنترل پرتوها و جریان بهره میبرد. 
این دو طراحی به شیوههای متفاوتی با پرتوهای الکترونی کار میکردند و در عملکرد و پیچیدگی فنی تفاوت داشتند.
بخش فرعی لوله محاسبات موازی آزمایش شد و مفهوم آن تایید شد، اما ساخت یک دستگاه کامل از آن هرگز انجام نشد.
لوله محاسبات موازی در سال 22 ژوئیه 1947 در اداره ثبت اختراع و نشان تجاری ایالات متحده تایید شد

## مفاهیم مدرن
طراحی کامپیترون یکی از تلاش‌های اولیه برای تولید مدار مجتمع لامپ خلأ بود که نه تنها به لحاظ اندازه و مسائل مربوط به قابلیت اطمینان (طول عمر)، بلکه برای به حداقل رساندن اتصالات الکتریکی خارجی بین عناصر فعال انجام می‌شد. هدف از ادغام، صرفاً کاهش اتصالات سیگنال خارجی به داخل و خارج یک پکیج با گنجاندن چندین دستگاه فعال در یک پکیج، مانند لامپ Loewe 3NF نیست. هدف این است که عملکرد دستگاه‌های فعال برای دستیابی به هم‌افزایی فنی ادغام شود. یک مثال مدرن می‌تواند ترانزیستور چند امیتر از مدارهای مجتمع منطقی ترانزیستور به ترانزیستور (TTL) باشد.
یکی دیگر از ساختارهای مدرن مورد انتظار بعد از لوله های محاسبات موازی، مدار شیفتر بشکه است که در بسیاری از ریزپردازنده‌های سبک برای محاسبات عددی استفاده می‌شود.

## ثبت اختراعات
- U.S. Patent ۲٬۴۲۴٬۲۸۹

## مراجع
1. ↑  David A. Mindell Between human and machine: feedback, control, and computing before cybernetics, JHU Press, 2002 شابک ‎۰−۸۰۱۸−۶۸۹۵−۵, page 292

[[رده:لامپ خلأ]]
[[رده:حساب رایانه‌ای]]
[[رده:الکترونیک دیجیتال]]
[[رده:رایانه‌های نخستین]]